# برايس دالاس هوارد
برايس دالاس هوارد (بالإنجليزية: Bryce Dallas Howard)‏ مواليد 2 مارس 1981 في لوس أنجلوس، كاليفورنيا، الولايات المتحدة، هي ممثلة وكاتبة أمريكية، وهي ابنة المخرج رون هاوارد. بدأت مسيرتها الفنية عام 1989 ككومبارس في فيلم والدها Parenthood ومنذ ذلك الحين ظهرت في ادوار صغيرة حتى جذبت انتباه إم. نايت شيامالان الذي ضمها للفيلم الذي أبرز نجوميتها القرية (2004) وبعدها امرأة في الماء (2006) ومنذ ذلك الحين ظهرت في أفلام عديدة مثل كما تحبها والرجل العنكبوت 3 (2007) وملحمة الشفق: خسوف (2010) وتعليمات 50/50 (كلاهما 2011) ولعب دور رئيسي في العالم الجوراسي (2015).

## أفلام
| سنة  | عنوان                             | دور                        | ملاحظات                 |
| ---- | --------------------------------- | -------------------------- | ----------------------- |
| 1989 | Parenthood                        | الفتاة الشقراء بين الجمهور | كومبارس                 |
| 1995 | Apollo 13                         | فتاة بالفستان الأصفر       | كومبارس                 |
| 2000 | How the Grinch Stole Christmas    |                            |                         |
| 2004 | Book of Love                      | هيذر                       |                         |
| 2004 | The Village                       | اليزابيث ووكر              |                         |
| 2005 | Manderlay                         | غريس مارغريت موليجان       |                         |
| 2006 | As You Like It                    | روزاليند                   |                         |
| 2006 | Lady in the Water                 | ستوري                      |                         |
| 2006 | Orchids                           |                            | فيلم قصير، كاتبة ومخرجة |
| 2007 | Spider-Man 3                      | غوين ستايسي                |                         |
| 2008 | Good Dick                         |                            | دور قصير                |
| 2009 | Terminator Salvation              | كيت كونور                  |                         |
| 2009 | The Loss of a Teardrop Diamond    | فيشر ويلو                  |                         |
| 2010 | The Twilight Saga: Eclipse        | فكتوريا                    |                         |
| 2010 | Hereafter                         | ميلاني                     |                         |
| 2011 | The Help                          | هيلي هولبروك               |                         |
| 2011 | 50/50                             | رايتشل                     |                         |
| 2012 | ملحمة الشفق: بزوغ الفجر - الجزء 2 | فكتوريا                    |                         |
| 2013 | Call Me Crazy: A Five Film        |                            | فيلم تلفزيوني، مخرجة    |
| 2015 | Jurassic World                    | كلير                       |                         |
| 2016 | تنين بيت                          | جرايس                      |                         |

## الترشيحات والجوائز
| السنة | الحدث                  | الفئة      | النتيجة |
| ----- | ---------------------- | ---------- | ------- |
| 2011  | جوائز إم تي في للأفلام | أفضل معركة | فوز     |

## روابط خارجية
- برايس دالاس هوارد على موقع IMDb (الإنجليزية)
- برايس دالاس هوارد على موقع روتن توميتوز (الإنجليزية)
- برايس دالاس هوارد على موقع قاعدة بيانات الأفلام العربية
- برايس دالاس هوارد على موقع ألو سيني (الفرنسية)
- برايس دالاس هوارد على موقع أول موفي (الإنجليزية)
- برايس دالاس هوارد على موقع بوكس أوفيس موجو (الإنجليزية)
- برايس دالاس هوارد على موقع قاعدة بيانات برودواي على الإنترنت (الإنجليزية)
- برايس دالاس هوارد على موقع قاعدة بيانات الأفلام السويدية (السويدية)
- برايس دالاس هوارد على موقع إن إن دي بي (الإنجليزية)
- برايس دالاس هوارد على موقع قاعدة بيانات الفيلم (الإنجليزية)